# بنای شهرداری کرمانشاه
بنای شهرداری کرمانشاه مربوط به دوره قاجار است و در کرمانشاه، خیابان سید جمال‌الدین اسدآبادی، نبش میدان غدیر واقع شده و این اثر در تاریخ ۱ مهر ۱۳۸۲ با شمارهٔ ثبت ۱۰۴۴۰ به‌عنوان یکی از آثار ملی ایران به ثبت رسیده است.